# TLC: Tables, Ladders & Chairs 2015
TLC: Tables, Ladders & Chairs (2015) was een professioneel worstel-pay-per-view (PPV) en WWE Network evenement dat geproduceerd werd door WWE. Het was de 7e editie van TLC: Tables, Ladders & Chairs en vond plaats op 13 december 2015 in het TD Garden in Boston, Massachusetts.

## Matches
| Nr. | Match | Winnaar(s)        | Opmerkingen                                                                 | Bron  |
| --- | --- | ----------------- | --------------------------------------------------------------------------- | ----- |
| 1   | Sasha Banks (met Naomi en Tamina) vs. Becky Lynch | Sasha Banks       | Eén-op-één match. Banks won door submission.                                | [ 2 ] |
| 2   | The New Day (Big E & Kofi Kingston) (c) (met Xavier Woods) vs. The Lucha Dragons (Kalisto & Sin Cara) vs. The Usos (Jimmy & Jey Uso)                     | The New Day       | Triple threat tag team ladder match for the WWE Tag Team Championship.      | [ 2 ] |
| 3   | Rusev (met Lana) vs. Ryback | Rusev             | Eén-op-één match. Rusev won door submission.                                | [ 2 ] |
| 4   | Alberto Del Rio (c) vs. Jack Swagger | Alberto Del Rio   | Chairs match voor het WWE U.S. Championship.                                | [ 2 ] |
| 5   | The Wyatt Family (Braun Strowman, Bray Wyatt, Erick Rowan en Luke Harper) vs. The ECW Originals (Bubba Ray Dudley, D-Von Dudley, Rhyno en Tommy Dreamer) | The Wyatt Family  | 8-man Elimination Tables match.                                             | [ 2 ] |
| 6   | Dean Ambrose vs. Kevin Owens (c) | Dean Ambrose (nc) | Eén-op-één match voor het WWE Intercontinental Championship.                | [ 2 ] |
| 7   | Charlotte (c) (met Ric Flair) vs. Paige | Charlotte         | Eén-op-één match voor het WWE Divas Championship.                           | [ 2 ] |
| 8   | Sheamus (c) vs. Roman Reigns | Sheamus           | Tables, Ladders & Chairs match voor het WWE World Heavyweight Championship. | [ 2 ] |